# Cannabis en Chile

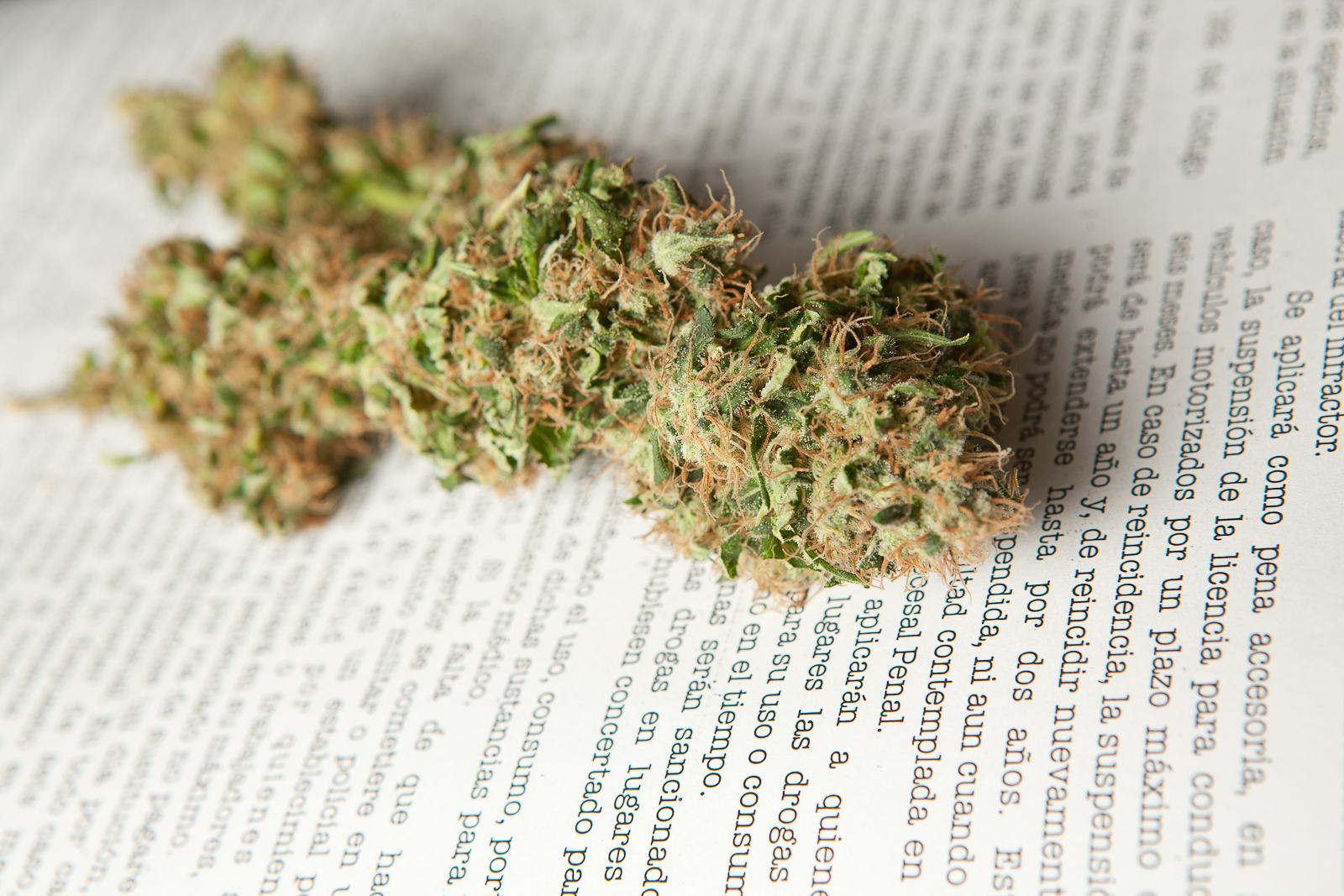
Cannabis sobre una página de la Ley de drogas

En 2016, el Congreso Nacional de Chile aprobó un proyecto de ley que penaliza el autocultivo de marihuana, así como también su consumo privado con fines espirituales, medicinales y recreativos.
La Ley 20.000, promulgada y publicada en febrero de 2005, sanciona el tráfico ilícito de estupefacientes y sustancias sicotrópicas.
El artículo 4 de la ley prohíbe el consumo personal en privado de ninguna droga en particular: "El que, sin la competente autorización posea, transporte, guarde o porte consigo pequeñas cantidades de drogas productoras de dependencia física o psíquica, o de materias primas que sirvan para obtenerlas, será castigado con un mínimo de 541 días y hasta cinco años, a menos que justifique que están destinadas a la atención de un tratamiento médico o a su uso o consumo personal exclusivo y próximo en el tiempo", siendo esto último interpretable a criterio de cada juzgado. La ley penaliza el consumo en grupos.
Pero aunque la ley  prohíbe el consumo personal y privado de ninguna sustancia adictiva, el porte para uso personal puede ser sancionado con multas menores, la obligación de realizar trabajos comunitarios, o someterse a programas de rehabilitación monitoreados por el Servicio Nacional para la Prevención y Rehabilitación del Consumo de Drogas y Alcohol (SENDA).

## Autocultivo
La Ley 20.000 en sus artículos 8 al 11 permite excepcionalmente el cultivo de cannabis, estableciendo requisitos y penas por sus incumplimientos. La ley establece que se permitirá el cultivo si se justifica «que están destinadas a su uso o consumo personal exclusivo y próximo en el tiempo», autorización que depende del Servicio Agrícola y Ganadero (SAG).
En septiembre de 2014, el SAG autorizó a la Municipalidad de La Florida y a la Fundación Daya para cosechar cannabis con el fin de producir aceite de marihuana para pacientes con cáncer. En enero de 2015 se autorizó nuevamente a Agrofuturo para realizar el cultivo de cannabis con fines medicinales y de investigación.
En julio de 2015, la Corte Suprema sentenció que el autocultivo, individual o colectivo, es legal en Chile. Por una errónea aplicación del artículo 8° de la Ley N° 20.000, la Corte Suprema anuló el juicio que condenó a una mujer por el delito de cultivo ilegal.

## Venta con fines medicinales

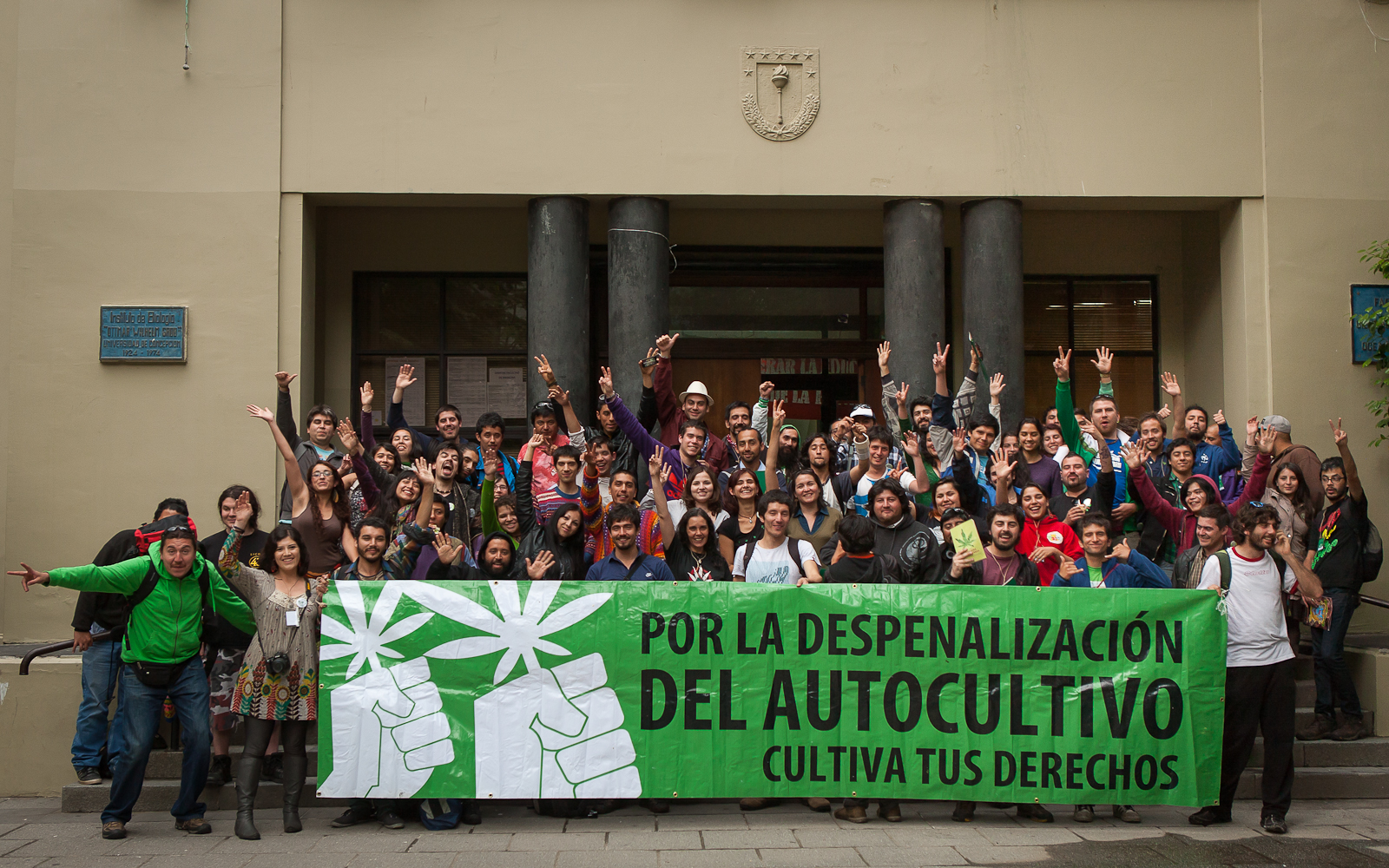
Primer Congreso Nacional del Cannabis, Concepción, 2012

Desde el 1 de diciembre de 2015, a través de un decreto del Ministerio de Salud, el gobierno de la presidenta Michelle Bachelet autorizó la elaboración y venta de medicamentos sobre la base de marihuana.
De este modo, se establece que “las especialidades farmacéuticas que contengan cannabis, resina de cannabis, extractos y tinturas de cannabis podrán expenderse al público en farmacias o laboratorios mediante receta médica retenida con control de existencia”.

## Economía
Aunque Chile tiene alguna producción local, una gran cantidad de su cannabis ilícito es importada mediante contrabando de sus vecinos, particularmente Paraguay, Bolivia y Perú.

## Terminología
Según el Dictionary of Chilean Slang, términos chilenos para cannabis incluyen: marihuana, papelillo, volarse, cogoyo, paraguayo y yerba.